# MeinProf
MeinProf war eine Online-Plattform zur Bewertung von Lehrveranstaltungen an deutschsprachigen Hochschulen.
Begleitet durch eine anfänglich hohe Medienpräsenz wurden von November 2005 bis Oktober 2021 etwa 475.000 Bewertungen abgegeben. Es kommen knapp 10.000 Bewertungen pro Jahr dazu. Dies entspricht im Schnitt weniger als 20 Bewertungen pro Hochschule. In den Jahren 2014 und 2015 kamen besonders wenige Bewertungen hinzu.
Die Kriterien zur Beurteilung der Kurse sind Fairness, Unterstützung, Material, Verständlichkeit, Spaß und Interesse. Außerdem kann das Verhältnis von Note zu Aufwand bewertet werden. Studierende können einen Freitext mit der eigenen Meinung angeben.

## Unternehmen
MeinProf wurde durch den gemeinnützigen Verein MeinProf e. V. betrieben. Der Verein ist eng mit dem Unternehmen Audimax Medien verbunden, dessen Geschäftsführer Oliver Bialas in Personalunion auch vertretungsberechtigter Vorstand des MeinProf e. V. ist.
Die Werbung auf der MeinProf-Plattform wird durch Audimax Medien vermarktet. Die Audimax-Pressesprecherin ist in Personalunion auch für die Öffentlichkeitsarbeit von MeinProf zuständig. Die Wortmarke „MeinProf“ ist beim Deutschen Patent- und Markenamt auf die Campus Consulting GmbH von Oliver Bialas eingetragen.

## Hochschulranking
Von 2007 bis 2018 veröffentlichte MeinProf ein sogenanntes Hochschulranking. Dazu aggregierte der Verein die auf dem Portal abgegebenen Bewertungen ohne genauere Angabe der Methodik. So wurden von Oktober 2014 bis Oktober 2015 ausweislich der Startseite von MeinProf.de nur rund 3.000 Bewertungen für Kurse abgegeben. Dies entsprach im Schnitt weniger als fünf Bewertungen für jede der damals 644 gelisteten Hochschulen. Da jeder Student mehrere Kurse bewerten kann, liegt die durchschnittliche Anzahl der tatsächlich abstimmenden Studierenden pro Hochschule noch niedriger.

## Kritik
Die Plattform wurde von Dozenten und Hochschulen kritisiert. So forderte beispielsweise die RWTH Aachen 2006 erfolgreich die Betreiber dazu auf, die Profile aller dort tätigen Dozenten zu entfernen. 80 von 255 waren 2007 wieder gelistet, etwa 40 laut Spiegel Online auf eigenen Wunsch. Kritik richtete sich gegen teils beleidigende Kommentare. Vor allem bei den zahlreichen Kursen mit nur einer Bewertung wird die Plattform häufiger für öffentliche Kritik genutzt, deren Repräsentativität nicht nachvollziehbar ist. Bedenken gibt es weiterhin aus datenschutzrechtlichen Erwägungen. Es blieben Dozenten und Bewertungen auch erhalten, selbst wenn sie nicht mehr an der Hochschule tätig sind.

## Alternative
Seit 2025 stellt die Plattform Profrate.de eine Alternative zu MeinProf dar.